# Национален отбор по футбол на САЩ
Националният отбор на САЩ се контролира от Амераканската футболна федерация. Отборът се класира 8 пъти на световни първенства. През 1950 на Световното първенство те побеждават Англия с 1:0. На Златна купа 3 пъти и на Копа Америка за пръв през 1993 година заедно с Мексико. През 1995 година пак с Мексико са поканени на Копа Америка. Там те побеждават Аржентина с 3:0. Губят от Бразилия с 0:1 на четвъртфинала. Класират се на Световното през 1998 година, но там губят всички срещи. През 2002 година обаче стигат на Световното първенство до четвъртфинала и падат от Германия с 0:1. Отново са на световни финали през 2006 година, но губят всички срещи. През 2007 година се класират пак на Копа Америка, но губят всички срещи. През 2009 стават втори на Купата на конфедерациите 2009 като губят от Бразилия с 2:3. Американците се класират и за Световното първенство по футбол 2010, където се очаква да се представят много добре, но достигат само до осминафиналите, където са победени от отбора на Гана с 1:2.